# Герб Каштру-Дайре
Ге́рб Ка́штру-Да́йре — офіційний символ містечка Каштру-Дайре, Португалія. Використовується як територіальний герб. У чорному щиті срібна вежа з чорними вікнами і брамою. У золотій главі щита чотири зелені качани кукурудзи, розташовані в ряд. Щит увінчує срібна мурована містечкова корона з чотирма вежами.  Під щитом біла стрічка, на якій великими літерами напис португальською: «Castro Daire» (Каштру-Дайре).  Офіційно затверджений 30 квітня 1953 року.  

## Галерея

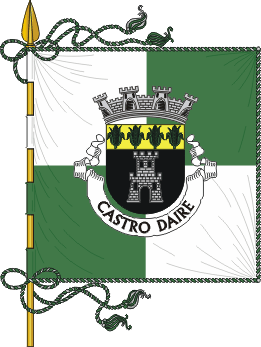
Прапор